# Жак Каррей
Жак Каррей (фр. Jacques Carrey, 12 січня 1649, Труа — 18 лютого 1726, Труа) — французький художник, відомий виключно завдяки своїм замальовкам скульптур Парфенона 1674 року, оскільки з 1670 року входив до пошти Шарля Олів'є, маркіза де Нуантеля, французького посла в Османській імперії в Константинополі.

## Біографія
Частиною місії маркіза де Нуантеля було також купувати рукописи, скульптури та інші предмети античної спадщини. Каррея відрекомендував де Нуантелю художник та теоретик живопису Шарль Лебрен, аби перший міг супроводжувати маркіза як малювальник. Так в період між 1670 і 1679 роками Жак Каррей виконав понад 500 креслень міст, предметів антикваріату, церемоній і приклади місцевих свят та звичаїв у Малій Азії, Греції і Палестині.
Шарля Олів'є де Нуентель відвідав Афіни в листопаді 1674 року. Тут у двотижневий період Каррей створив близько 55 малюнків скульптур Парфенона. Тридцять п'ять із них, наводячи також докладні відомості про фронтони, метопи і його фриз, які збереглись донині в Паризькій національній бібліотеці. Оскільки 20 % скульптури Парфенона було зруйновано під час бомбардування Акрополя венеційцями 1687 року, робота Каррея — єдине свідчення про знищені скульптури. Його замальовки червоною і чорною крейдою ретельно і на щастя для сучасників дослідників з археологічною точністю зображують тріщини та інших ушкодження, без спроб самостійно заповнити відсутні деталі. Репринт малюнків Жака Каррея з описом наведений у книзі братів Етьєн «Загадка античної Греції: Археологія відкриття».

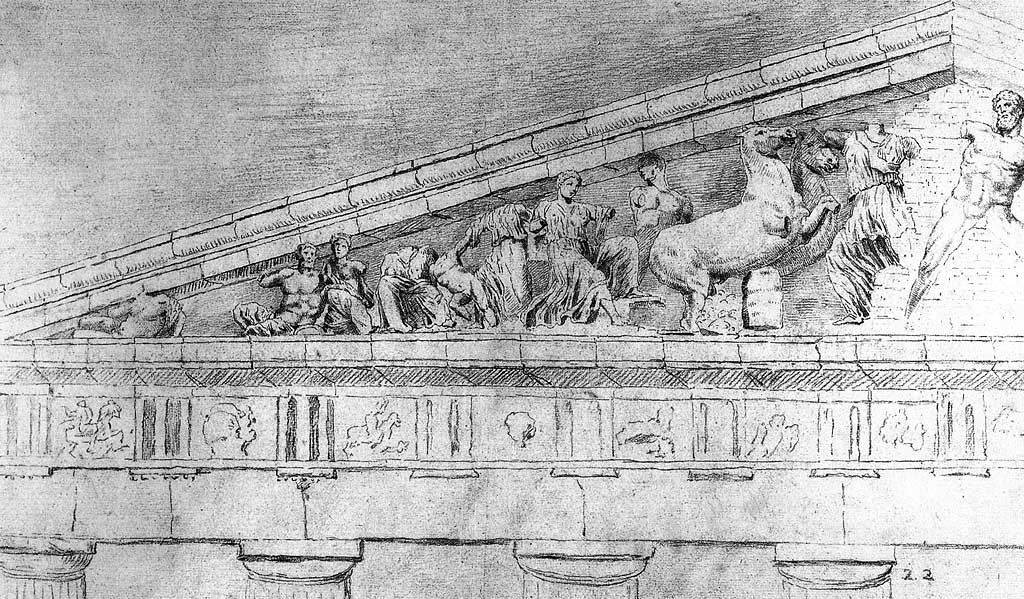
Малюнки Жака Каррея. Лівий фрагмент та правий фрагмент…
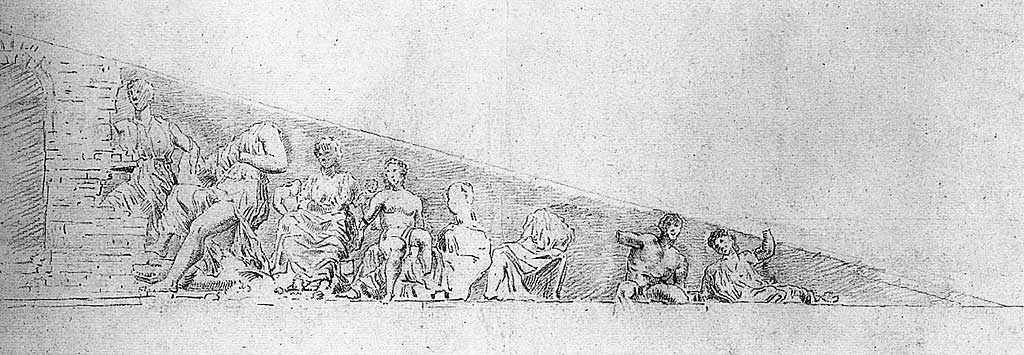
західного фронтону Парфенона, який зображував суперечку Афіни з Посейдоном

Після повернення до Парижу в 1679 Каррей представив Лебрену свої креслення, створені під служби в Константинополі. Кілька з них нині представлені в кімнаті Cabinet des Dessins в Луврі, Париж. Три повноцінні картини, які достепенно відомо створені Карреєм в 1675 році, нині невідомв. Проте портрет маркіза де Нуентеля в Афінах експонується в Музеї витончених мистецтв в Шартрі.